# Jean-Joseph Fiocco
Jean-Joseph Fiocco (15 dicembre 1686 – 30 marzo 1746) è stato un compositore fiammingo del tardo barocco.

## Biografia
Era figlio del compositore veneziano Pietro Antonio Fiocco (1654–1714) e suo fratello era il violinista  Joseph-Hector. Fu attivo nei Paesi Bassi austriaci e - durante il periodo in cui fu maestro del coro della cappella reale di Bruxelles patrocinata dall'arciduchessa Maria Elisabetta d'Asburgo - ebbe come allievi Ignaz Vitzthumb e il violinista Pierre Van Maldere.  Le opere più importanti di fiocco sono nove Repons de mort, su testi in lingua francese, ora andati smarriti.

## Opere
- Sacri concentus, op. 1 (Amsterdam, s.d.), per 4 voci e 3 strumenti
- Missa solemnis (1732), per 2 voci e basso continuo
- Mottetti
  - O Jesu mi sponse
  - Ad torrentem
  - Levavi oculos
  - Fuge Demon
- Oratori (tutti andati perduti)
  - La tempesta di dolori (1728)
  - La morte vinta sul Calvario (1730)
  - Giesù flagellato (1734)
  - Il transito di San Giuseppe (1737)
  - Le profezie evangeliche di Isaia (1738)